# Trattato di Windsor (1386)
Il trattato di Windsor del 1386 è un trattato di alleanza siglato tra Portogallo e Inghilterra. 
Esso prevedeva il riconoscimento di re Giovanni I del Portogallo (Dinastia Aviz), come legittimo sovrano. Il trattato fu anche marcato dal matrimonio tra Giovanni I del Portogallo e Filippa, figlia del duca di Lancaster.

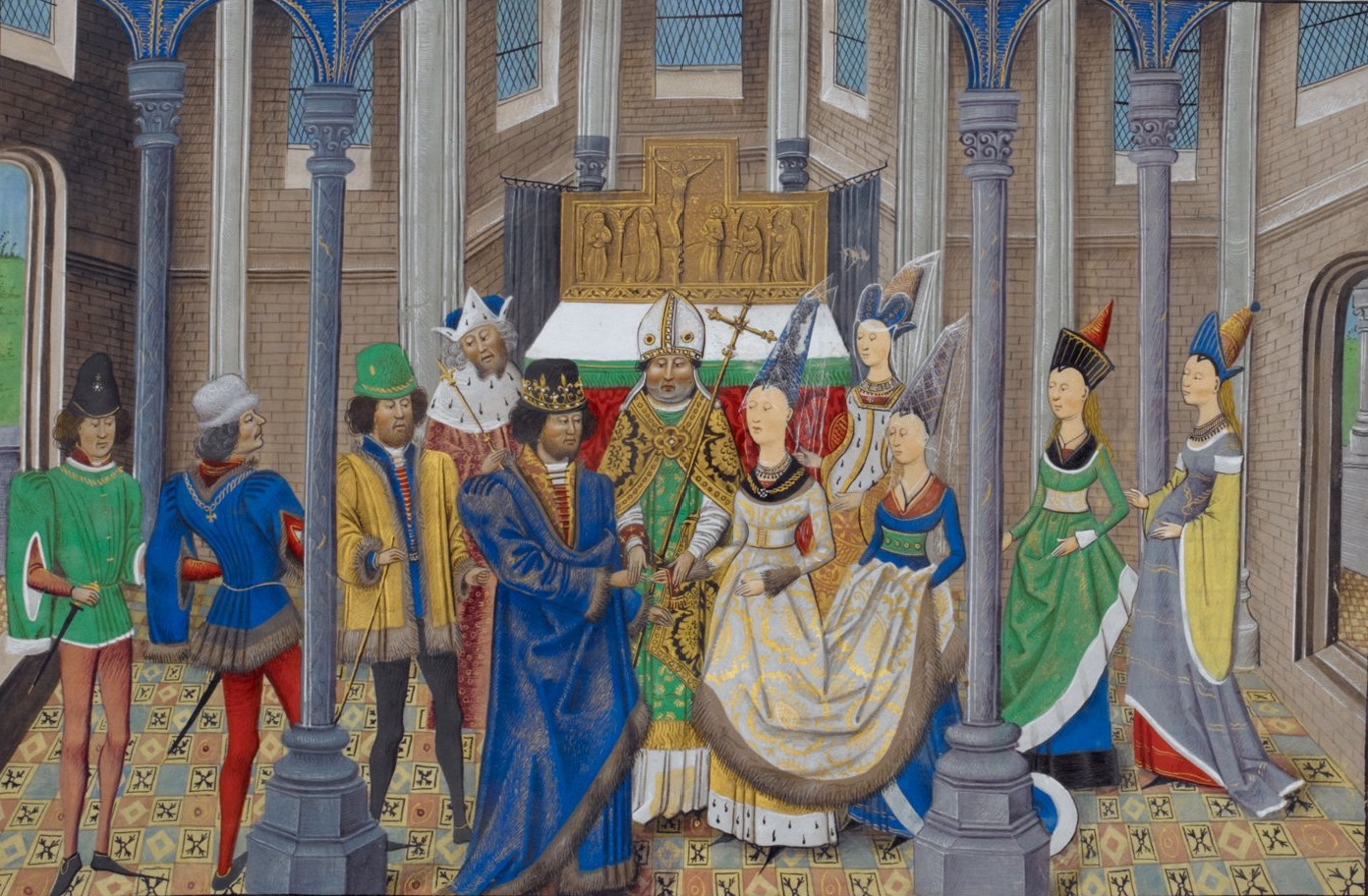
Matrimonio di Giovanni I, re del Portogallo e Filippa di Lancaster, figlia di Giovanni di Gaunt.

Con la vittoria portoghese nella battaglia di Aljubarrota, Giovanni d'Aviz fu riconosciuto come re del Portogallo, ponendo fine al periodo di anarchia, che interessò il Portogallo tra il 1383 e il 1385.